# Frank Klein

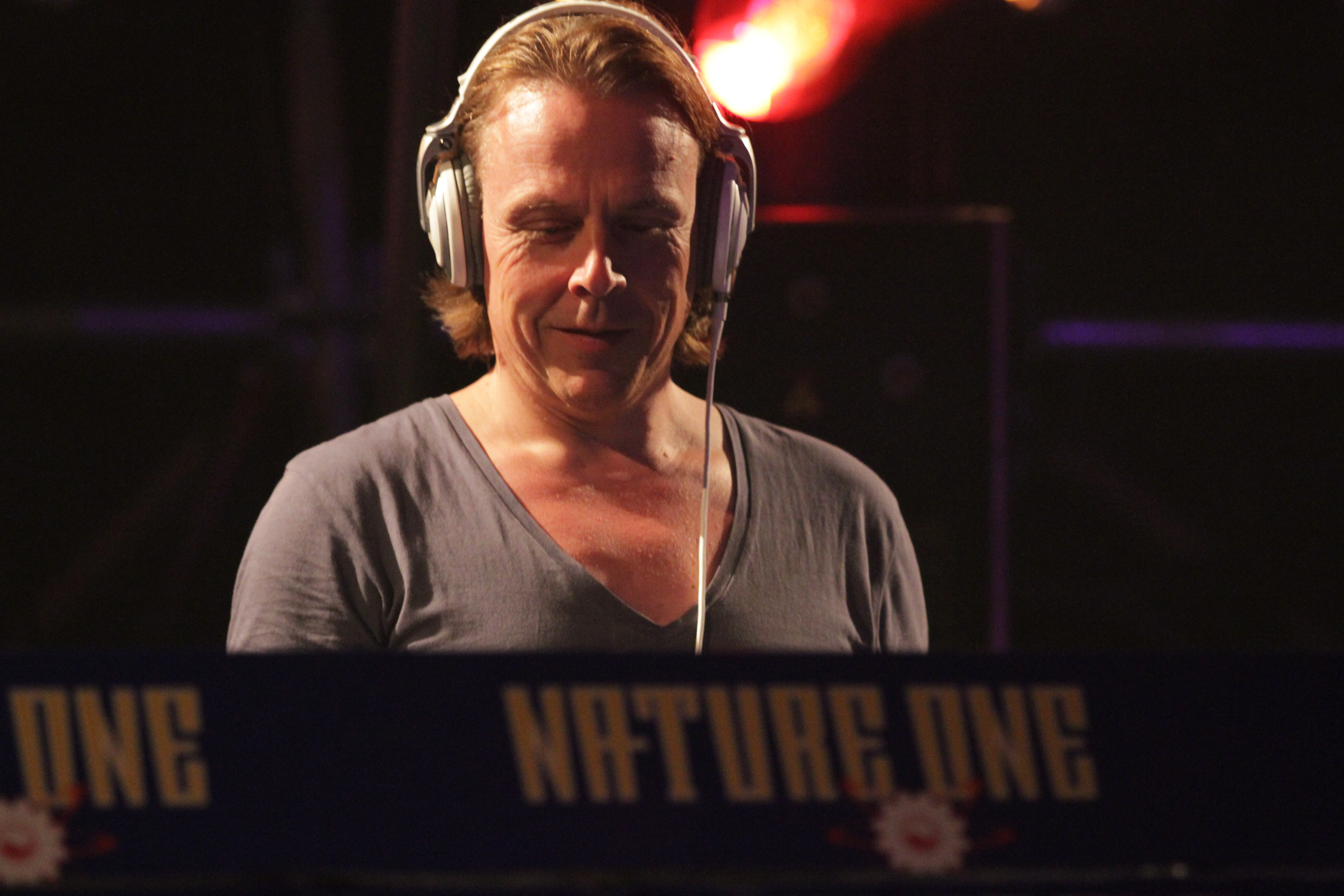
Frank Klein bei der Nature One 2013

Frank Klein (* 10. Januar 1966 in Darmstadt) ist ein deutscher Musikmanager und Discjockey.

## Leben
Klein arbeitete von 1998 bis 2008 für das in Mühltal ansässige Plattenlabel Superstar Recordings als A&R. 2002 gelang es ihm, den bis dahin in der westlichen Welt nahezu unbekannten indischen DJ und Produzenten Panjabi MC, an dem Superstar Recordings die nahezu weltweiten Rechte besaß, unter Vertrag zu nehmen. Für die Single Mundian To Bach Ke gab es Goldauszeichnungen in über zehn Ländern, einen MTV Europe Music Award sowie den World Music Award.
Weitere Verträge, an denen er beteiligt war, sind DJ S.P.U.D., Boogie Pimps, Tocadisco, Global Deejays, Moguai, 2 Elements, Axwell und Disco Boys. 2008 war er Mitbegründer der in Köln ansässigen WEPLAY Music. Dort war er als A&R mitverantwortlich für die Untervertragnahme und künstlerische Entwicklung von Laserkraft 3D, Faul & Wad Ad und Robin Schulz (siehe Robin Schulz/Diskografie). 2017 wechselte er als General Manager zum neu gegründeten Unternehmen SDM (Stefan Dabruck Management) nach Frankfurt am Main. Hier betreut er unter anderem Künstler wie Robin Schulz, Alle Farben, HUGEL, Klingande, LOVRA, Lari Luke.
Unter den Pseudonymen Dabruck & Klein, Profanation, GMM und D&K produziert Frank Klein, zusammen mit Stefan Dabruck und Peter Jürgens, Manuel Schleis und dem Produzententrio Junkx eigene Musikstücke und Remixe u. a. für Tocadisco, Axwell, DJ S.P.U.D., Moby, Dada Life, Dimitri Vegas & Like Mike.